# Phlebia plumbea
Phlebia plumbea är en svampart som beskrevs av Parmasto 1967. Phlebia plumbea ingår i släktet Phlebia och familjen Meruliaceae.   Inga underarter finns listade i Catalogue of Life.